# Lowlands

Lowlands
Highlands
Strathspey
Západní Skotsko a ostrovy
Campbeltown
Islay

Lowlands je neoficiální oblast ve Skotsku sahající od anglických hranic směrem na sever po město Perth, respektive území na sever od Glasgow k části, kde začíná Highlands. Oblast se dělí ještě na Central Lowlands a Southern Uplands. Krajina Central Lowlands má výrazně nížinný charakter, naproti tomu krajina u hranic s Anglií (Southern Uplands) je převážně hornatá.